# Aranda de Duero
Pour les articles homonymes, voir Aranda.
 Aranda de Duero est une ville située dans le Nord de l’Espagne, dans la Communauté autonome de Castille-et-León, province de Burgos, comarca de Ribera del Duero. Baignée par la rivière Douro, Aranda de Duero est éloignée 78 km. de Burgos, capitale de la province. Cette localité vinicole est réputée pour ses caves de l’AOC Ribera del Duero.

## Galerie

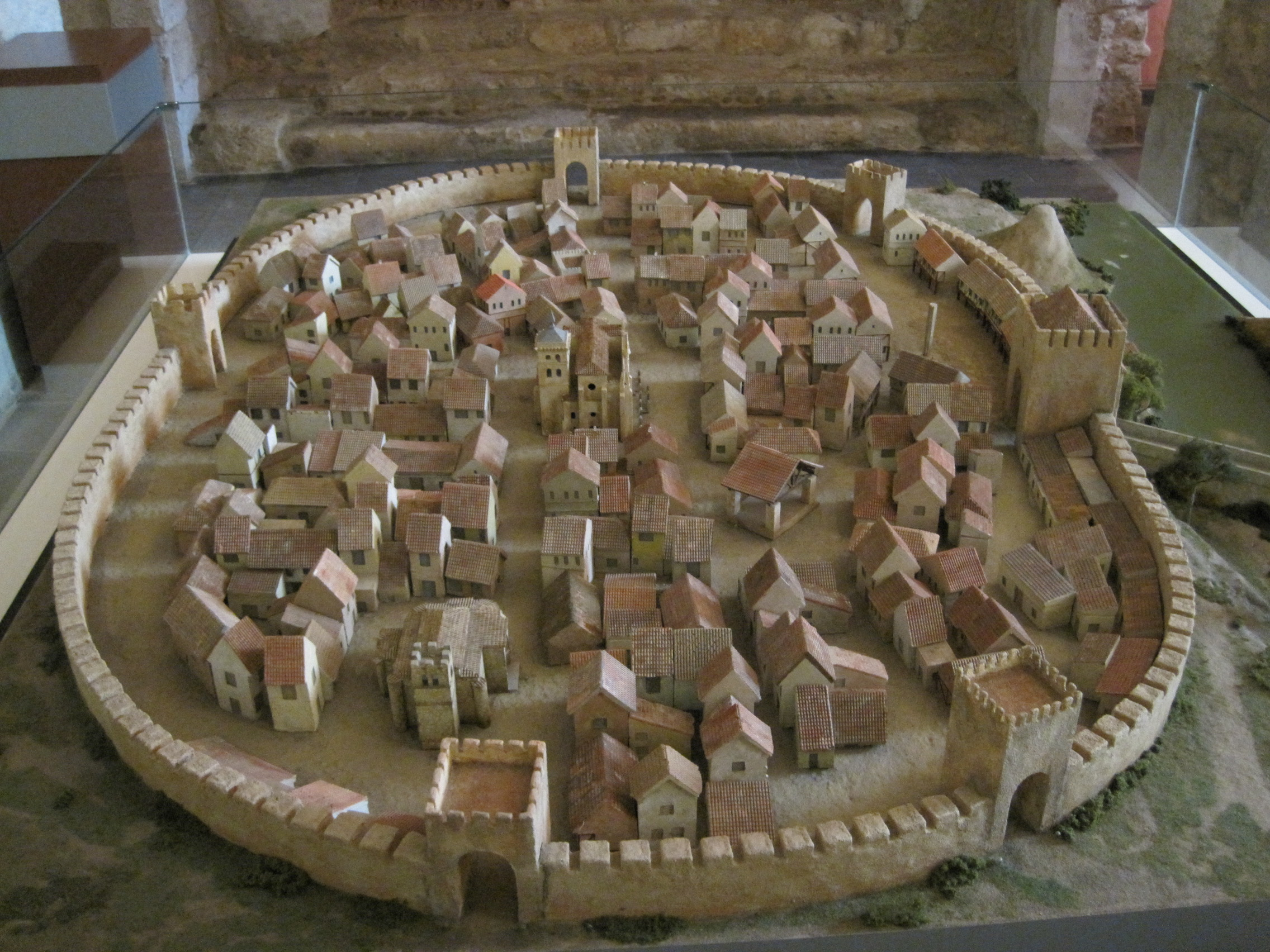
Maquette d'Aranda de Duero, 1503.
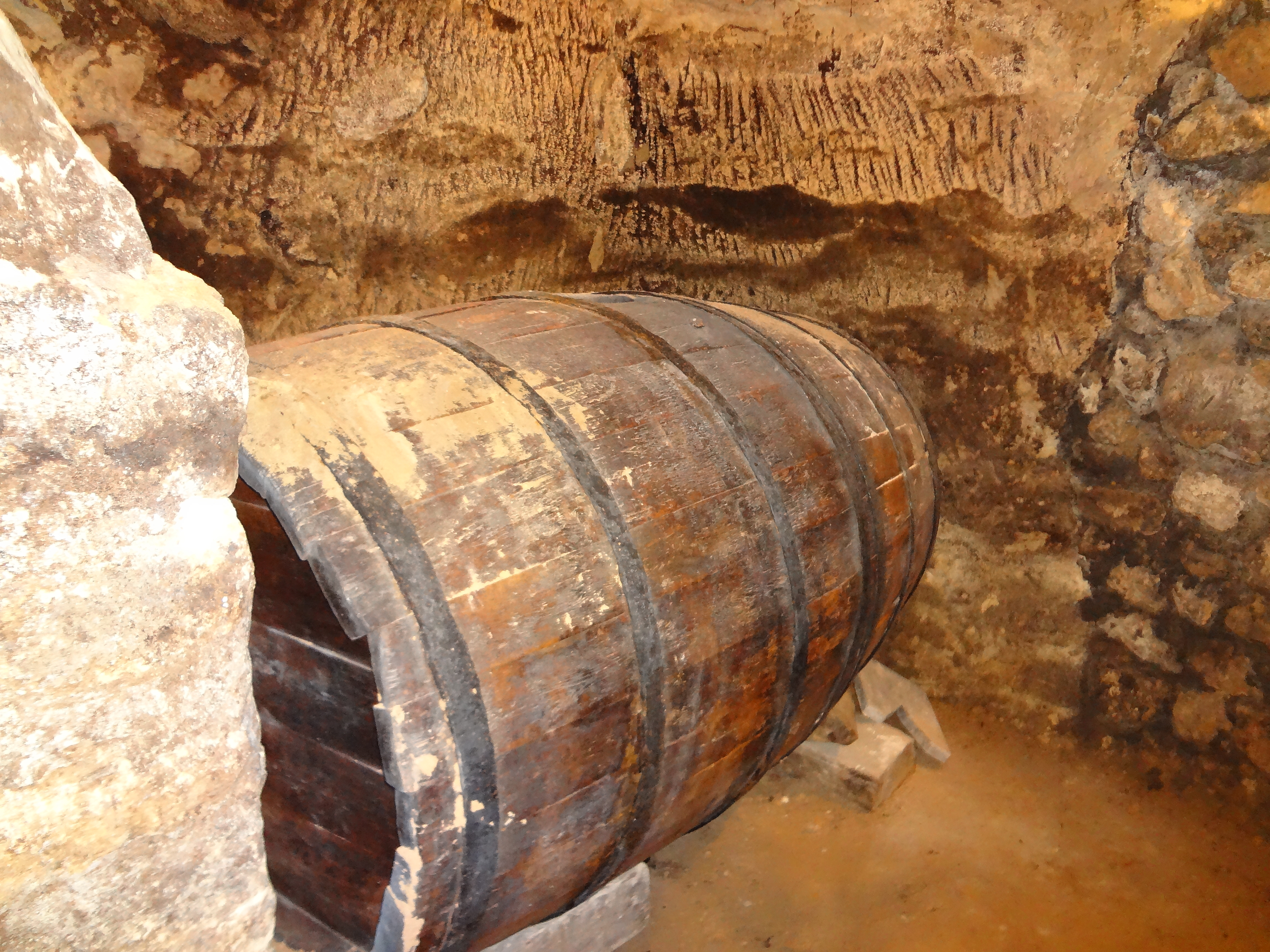
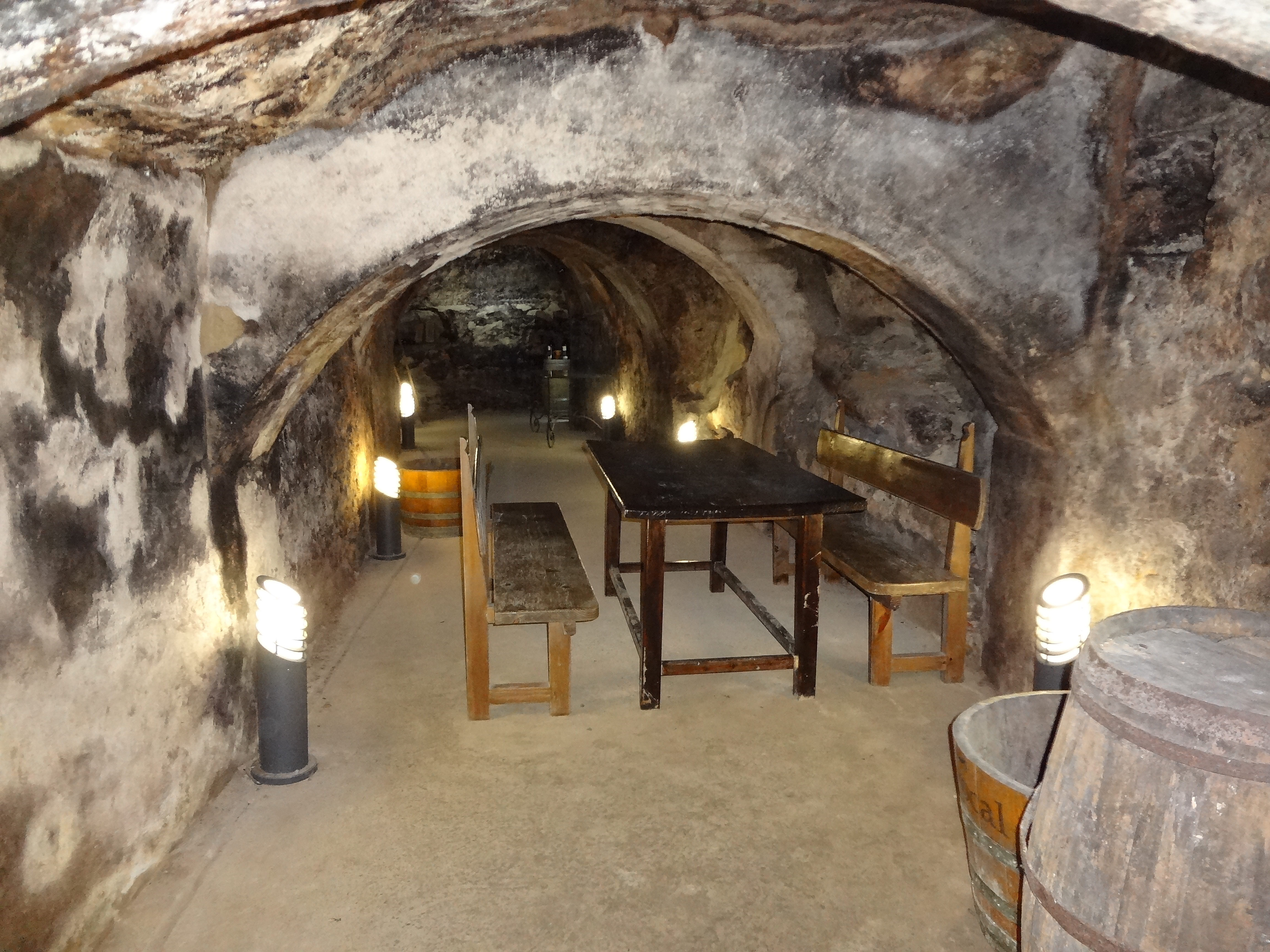

## Économie
La ville abrite en particulier des usines du groupe français Michelin (fabrication de pneumatiques), de Calidad Pascual (produits laitiers) et de Glaxo Wellcome (industrie pharmaceutique).

## Sport
Aranda de Duero dispose de son propre stade de football, le Stade El Montecillo, qui accueille les matchs à domicile de la principale équipe de football de la ville, l'Arandina CF.
La ville dispose également d'un important club de handball, le CB Villa de Aranda.

## Jumelages
- Roseburg (Oregon)
- Romorantin-Lanthenay (France)